# Kooser State Park Family Cabin District
Le Kooser State Park Family Cabin District est un district historique dans le comté de Somerset, en Pennsylvanie, aux États-Unis. Situé au sein du Kooser State Park, ce district emploie le style rustique du National Park Service. Il est inscrit au Registre national des lieux historiques depuis le 12 février 1987.